# Almendralejo
Almendralejo – miasto w Hiszpanii, we wspólnocie autonomicznej Estremadura. W 2009 liczyło 33588 mieszkańców.